# Egelsee (Singen)
Der Egelsee, 1155 als lacus Egelse erwähnt, in älteren Dokumenten auch als Degelsee oder Thegelsee bezeichnet, ist ein nahezu verlandeter See südlich von Friedingen, einem Stadtteil von Singen am Hohentwiel in Baden-Württemberg.
Der See liegt in einer Senke zwischen dem Buchberg 497,2 m ü. NHN im Westen und dem Friedinger Schlossberg 547,2 m ü. NHN im Osten, wird durch Grundwasser gespeist und besitzt keine oberirdischen Zu- oder Abflüsse.

## Geologie
Der See entstand in einem Toteisloch, dessen tiefgründiges Niedermoor, mit einigen offenen Wasserstellen, die sehr gerne von Amphibien besucht werden, in der Mitte fast acht Meter mächtig ist. Im Frühling und Sommer können oft vielstimmige Froschkonzerte vernommen werden.

## Geschichte
Am nördlichen Seeufer befinden sich Gruben von Siedlungsplätzen, deren Alter noch nicht bestimmt werden konnte.
Mehrere Anstrengungen mit dem Ziel, den See trockenzulegen und als Ackerland nutzbar zu machen, scheiterten. Schließlich diente der See hauptsächlich zur Streugrasgewinnung, weshalb er 1786 und 1850 in verschiedene Teilstücke, von verschiedenen Landwirten genutzt, eingeteilt wurde.
Um den Abtransport von Steinen aus dem nahe gelegenen Steinbruch am Buchberg zu erleichtern, wurde 1830 ein Weg durch den See aufgeschüttet, der den See in einen größeren, nördlichen und einen kleineren, südlichen Bereich aufteilte.
Am 24. Juni 1986 wurden zwei Teilflächen des Egelsees mit insgesamt 4,85 ha zum flächenhaften Naturdenkmal erklärt.